# Hội Phú
Hội Phú là một phường thuộc tỉnh Gia Lai, Việt Nam.
Dân số năm 2018 là 12.641 người, mật độ dân số đạt 2.790 người/km².

## Địa lý
Trước khi thực hiện Nghị quyết số 1664/NQ-UBTVQH15, phường Hội Phú là một trong những phường trung tâm của thành phố Pleiku:
- Phía Đông giáp phường Trà Bá
- Phía Tây giáp giáp phường Hội Thương, phường Ia Kring và xã Diên Phú
- Phía Nam giáp giáp xã Diên Phú
- Phía Bắc giáp giáp phường Phù Đổng và phường Hội Thương

## Lịch sử
Năm 2008, thực hiện Nghị định số 46/2008/NĐ-CP, phường Hội Phú được thành lập với 452,89 ha diện tích tự nhiên.
Thực hiện Nghị quyết 137/NQ-HĐND ngày 06 tháng 12 năm 2018, sau khi sát nhập các tổ dân phố, phường Hội Phú còn lại 06 tổ dân phố.
Tính đến trước 1/7/2025, phường Hội Phú có diện tích 4,53 km² với dân số là 12.641 người, mật độ dân số đạt 2.790 người/km²
Theo Nghị quyết số 1664/NQ-UBTVQH15, thực hiện giải thể thành phố Pleiku và hợp nhất toàn bộ diện tích tự nhiên và dân số của hai phường Trà Bá, Chi Lăng vào phường Hội Phú.

## Hành chính
Phường Hội Phú gồm có 6 tổ dân phố. Trên địa bàn có 3 tôn giáo: Đạo Phật, Đạo Công giáo và Đạo Cao Đài.